# Биро
Биро (фр. Buros) насеље је и општина у југозападној Француској у региону Аквитанија, у департману Атлантски Пиринеји која припада префектури Pau.
По подацима из 2011. године у општини је живело 1768 становника, а густина насељености је износила 128,02 становника/km². Општина се простире на површини од 14 km². Налази се на средњој надморској висини од 283 метара (максималној 345 m, а минималној 205 m).

## Демографија
| 1962. | 1968. | 1975. | 1982. | 1990. | 1999. | 2011. |
| ----- | ----- | ----- | ----- | ----- | ----- | ----- |
| 455   | 637   | 691   | 919   | 1.155 | 1.416 | 1.768 |

График промене броја становника у току последњих година